# らくらくホン7
らくらくホン7（らくらくホン セブン）は、富士通が開発した、NTTドコモの第三世代携帯電話 (FOMA) 端末。docomoらくらくホンシリーズの端末で、正式な型番はF-09B（エフ ゼロ きゅう ビー）である。

## 概要
らくらくホン6の後継機にあたる、らくらくホンシリーズのスタンダードモデルである。改良ポイントはデコメール対応、メインカメラの有効画素数の大幅アップ、メインディスプレイの大型・高解像度化、サブディスプレイのカラー化である。
本機種では「らくらくホン」シリーズ初となるデコメールに対応。絵文字がコミカルに動く「デコメ絵文字」にも対応するとともに、文書に合ったデコメ絵文字を自動挿入する「おまかせ絵文字」もデコメールに対応したことで、簡単にデコメールの作成ができるようになった。
カメラ機能も強化されており、富士通セミコンダクター製の「Milbeaut Mobile（ミルビューモバイル）」の採用により有効画素数が約810万画素に大幅アップし、最高感度ISO12800相当の高感度モードも搭載。さらに笑顔になると自動でシャッターが切れる「笑顔撮影」、撮影シーンに応じてカメラが自動で撮影モードを自動切り替えする「自動シーン認識（QRコード対応）」、カメラレンズへの指がかりを自動検出し、画面上に注意喚起メッセージを表示することで撮影ミスを減らす「指がかりお知らせアラーム」、動く被写体を自動で追いかけてピントを合わせ続ける「追尾フォーカス」も加わった。
IPX5/IPX7/IPX8等級相当の防水・IP5X等級相当の防塵性能は前機種のらくらくホン6から継承されており、さらに、防水性能については富士通独自の防水試験により真水だけでなく、従来の防水携帯電話では対応できなかった海水や清涼飲料水からの防水も想定されている。また、泥などで汚れた場合でも蛇口から弱めに流れる水道水に当てながら手で洗い流すことができる。
メインディスプレイは3.0インチの高精細ワイドVGATFT液晶を採用し大型化。サブディスプレイも2.0インチの半透過オールラウンドカラー液晶を採用。これにより、「iチャネル」や天気予報などを閉じた状態でも確認することができるようになった他、事前設定により受信したメールの添付画像を自動で待ち受け画像にできる「おまかせランダム待受」は卓上ホルダに置くことで自動でスライドショーを開始する機能が追加された（スライドショーは自分で撮った写真にも対応する）。
親切機能も強化されており、「ワンプッシュオープン」は事前設定により、音声電話着信中にワンプッシュして開けるだけで応答できる機能を追加。操作方法が分からない時に便利な「らくらく使い方ガイド」にはケータイに向けて話すだけで調べられる「しゃべって検索」に対応した。また、メールの本文入力中に誤って消去してしまった場合でも、1つ前の状態に戻すことができるようになった。iモードに関してもワンタッチで直接「らくらくホン」シリーズ向けに設計された「らくらくiメニュー」へアクセスできる「らくらくサイト」ボタンも新設した。
対応サービスも新たにユーザーに適した情報を配信する「iコンシェル」と健康サポートサービス「i Bodymo（iボディモ）」に対応。海外でもそのまま使える国際ローミングサービス「WORLD WING」は従来の3Gエリアに加え、GSMエリアにも対応した。
搭載アプリも後述のプリインストールiアプリの他に、歩くフォームを診断し、正しく歩けるようになる為のアドバイスを行う高橋尚子監修の「高橋尚子のウォーキングクリニック」（「i Bodymo」連携対応）、ゴルフのスウィングフォームを測定できる江連忠監修の「ETGAスウィングレッスンforらくらくホン」、広辞苑第6版・学研モバイル和英辞典・学研モバイル英和辞典の3種類の辞書も搭載された。
また、同社製のパソコン「FMVらくらくパソコン3/4」との連携に対応しており、「らくらくパソコン3/4」付属の「らくらくホン専用スタンド」に置き、簡単な手順を行うだけでらくらくホン7で撮りためた写真を「らくらくパソコン3/4」へ転送することができる（初回時のみ、らくらくホン7の暗証番号の入力が必要）。
| 主な対応サービス                   | 主な対応サービス                    | 主な対応サービス                       | 主な対応サービス                                 |
| ---------------------------------- | ----------------------------------- | -------------------------------------- | ------------------------------------------------ |
| タッチパネル                       | FOMAハイスピード7.2Mbps             | Bluetooth                              | DCMX／おサイフケータイ                           |
| iアプリオンライン／地図アプリ      | 直感ゲーム／メガiアプリ             | iウィジェット                          | マチキャラ／iコンシェル                          |
| ホームU／ポケットU                 | GPS／ケータイお探し                 | デコメール／デコメ絵文字／デコメアニメ | iチャネル                                        |
| 着もじ                             | テレビ電話／キャラ電                | 電話帳お預かりサービス                 | フルブラウザ                                     |
| おまかせロック／バイオ認証         | 外部メモリーへiモードコンテンツ移行 | トルカ                                 | iC通信                                           |
| きせかえツール／ダイレクトメニュー | バーコードリーダ／名刺リーダ        | 2in1                                   | エリアメール／ソフトウェアーアップデート自動更新 |
| GSM／3Gローミング（WORLD WING）    | 着うたフル／うた・ホーダイ          | Music&Videoチャネル／ビデオクリップ    | デジタルオーディオプレーヤー                     |

### インストールiアプリ
| アプリ名                              | 概要                                                                                               |
| ------------------------------------- | -------------------------------------------------------------------------------------------------- |
| ケータイ能力ストレッチング らくらく版 | 東北大学川島隆太教授監修の脳トレーニングゲーム                                                     |
| お薬辞典+手帳                         | 薬の管理や使用日時の通知、薬の情報の検索ができるアプリ                                             |
| 健康生活日記                          | タニタの健康応援ネット「からだカルテ」と連携。同サービス対応の体組成計・血圧計との連携が可能       |
| 地図アプリ for らくらくホン           | 搭載されているGPS機能を利用して目的地を検索したり、交通手段によるルートを表示できる                |
| E★エブリスタ携帯小説                  | コミュニティサイト「趣味人倶楽部（しゅみーとくらぶ）」で人気の高い携帯小説を読むことができるアプリ |
| 耳ヨミ for らくらくホン               | オーディオブックを再生するためのアプリ                                                             |
| メモ                                  | 情報を入力して確認したり、FOMAどうしで赤外線通信を使ってメモの送受信が可能                         |
| Gガイド番組表                         | 外出先からでもテレビ番組表を見ることができるアプリ                                                 |

### 注意事項
防水機構を有しているため、他の同様機種と同じく、2年ごとにドコモショップで性能維持のために分解点検修理を受けなければならない。経費については全額ユーザー負担となる。

## 歴史
- 2010年（平成22年）5月13日：テレコムエンジニアリングセンター(TELEC)による技術基準適合証明の工事設計認証（工事設計認証番号 001MWAA1320）
- 2010年（平成22年）5月13日：TELECによる技術基準適合証明の工事設計認証（工事設計認証番号 001XYAA1690）
- 2010年（平成22年）7月21日：開発を発表
- 2010年（平成22年）7月23日：発売開始
- 2011年（平成23年）7月22日：新色ミントグリーン発表 [3]
- 2011年（平成23年）8月18日：ミントグリーン予約受付開始
- 2011年（平成23年）8月26日：ミントグリーン発売開始
- 2014年（平成26年）2月25日：新色プラチナゴールド・ルビーレッド発表、同日より予約受付開始[4]
- 2014年（平成26年）2月28日：プラチナゴールド・ルビーレッド発売開始

## 不具合・アップデート
2011年1月11日に以下の不具合の修正がソフトウェアアップデートによって行われた。
- カメラ撮影時に、被写体の状態により、カメラレンズに指がかかっていないのに「指がレンズに被っています」と表示されてしまう場合がある。

2012年3月15日に以下の不具合の修正がソフトウェアアップデートによって行われた。
- 携帯電話（本体）に受信したデコメールを転送しようとすると、転送できない場合がある。

2014年8月25日に以下の不具合の修正がソフトウェアアップデートによって行われた。
- ボイスレコーダが正常に録音できない場合がある。